# Dolores Silva

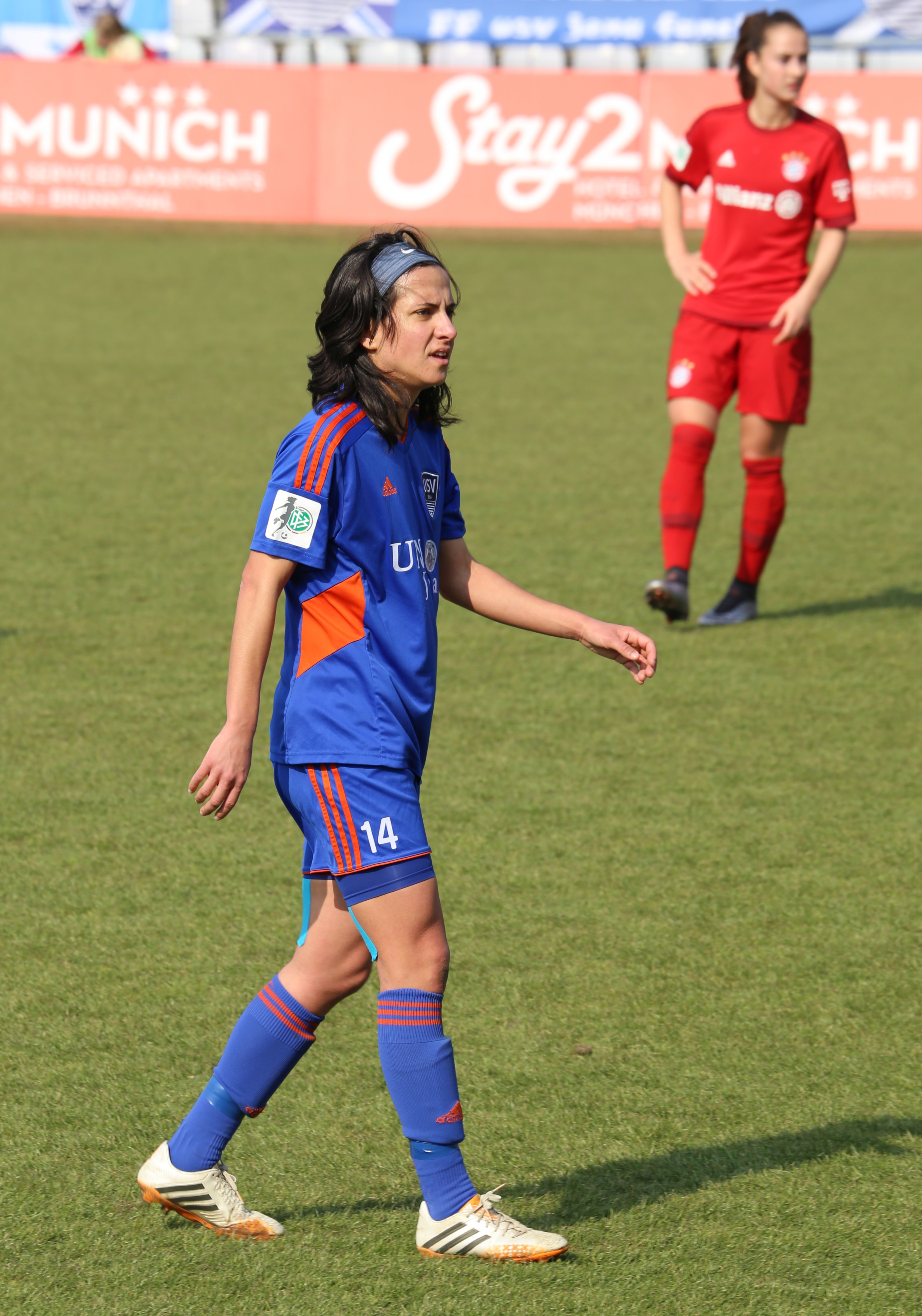
Dolores Silva während eines Spiels im Jahr 2016

Dolores Isabel Jácome da Silva (* 7. August 1991 in Queluz, Sintra) ist eine portugiesische Fußballspielerin, die mehrere Jahre in der Bundesliga für den FCR 2001 Duisburg, MSV Duisburg und FF USV Jena spielte und seit der Saison 2019/20 beim Erstligisten Sporting Braga unter Vertrag stand. 2025 wechselt sie zum UD Levante.

## Karriere

### Vereine
Dolores Silva begann ihre Laufbahn bei Real Sport Clube Massamá, wo sie in der Jugendmannschaft des Vereins spielte. Im Jahr 2007 wechselte sie im Alter von 16 Jahren zum portugiesischen Serienmeister SU 1º Dezembro aus Sintra in die höchste portugiesische Frauenliga und gewann vier Mal in Folge die Meisterschaft sowie den Pokal in Portugal. Im Sommer 2011 unterschrieb sie im Alter von 19 Jahren einen Vertrag mit dem FCR 2001 Duisburg und wechselte nach Deutschland in die Bundesliga. Von ihrem Wechsel nach Jena bis zu ihrem Weggang im Juni 2017 studierte sie Sportwissenschaft an der Friedrich-Schiller-Universität Jena. Nach dem Abstieg des MSV Duisburg in der Saison 2014/2015 wechselte sie zum FF USV Jena.
Ihr erstes Bundesligaspiel bestritt sie am 21. August 2011 beim 2:1-Heimsieg gegen den 1. FC Lok Leipzig, als sie gleich in der Startelf stand. Ihr erstes Bundesligator erzielte sie am 17. April 2013 bei der 1:6-Auswärtsniederlage gegen den 1. FFC Turbine Potsdam in der 9. Spielminute zum zwischenzeitlichen 1:1-Ausgleich. Im Sommer 2011 zog sie sich im Testspiel gegen die französische Mannschaft Paris St. Germain mit einem Kreuzbandriss eine schwere Verletzung zu und musste für mehrere Monate aussetzen.
Im Mai 2017 kündigte Silva ihren Weggang aus Jena an und wechselte mit Beginn der Saison 2017/18 gemeinsam mit Landsfrau Laura Luís zu Sporting Braga. Am 29. März 2018 unterschrieb sie einen ab 1. Juli 2018 gültigen 2-Jahres-Vertrag bei Atlético Madrid und wurde in der Saison 2018/2019 spanische Meisterin. Sie löste am 23. Juli 2019 bei Atlético Madrid ihren Vertrag auf und kehrte zu Sporting Braga zurück.

### Nationalmannschaft
Am 4. März 2009 gab sie in Albufeira ihr Debüt in der portugiesischen A-Nationalmannschaft im Spiel gegen Polen (2:1), als sie in der 80. Spielminute eingewechselt wurde. Ihr erstes Länderspieltor machte sie am 25. August 2010 beim 3:0 gegen Armenien, als sie in der 31. Minute zum 1:0 traf. Dabei legte sie ihr zweites Länderspieltor in der 64. Spielminute zum 3:0 gleich nach.
2016 konnte sie sich mit Portugal erstmals für ein großes Turnier, die EM 2017, qualifizieren. Bei der EM stand sie im portugiesischen Kader und kam in den drei Gruppenspielen, nach denen Portugal ausschied, zum Einsatz.
Am 13. November 2018 machte sie beim torlosen Remis gegen Wales ihr 100. Länderspiel.
Am 30. Mai 2023 wurde sie für die WM-Endrunde nominiert. Sie wurde im ersten und dritten Gruppenspiel ihrer Mannschaft eingesetzt und führte sie als Kapitänin aufs Feld, schied mit ihr aber als Gruppendritte aus. Immerhin konnten sie gegen Titelverteidiger USA ein torloses Remis erreichen, womit sie nach zehn Niederlagen erstmals nicht gegen die USA verloren.
Am 24. Juni 2025 wurde sie für die EM-Endrunde 2025 nominiert. Sie wurde in den drei Gruppenspielen ihrer Mannschaft jeweils für die Schlussphase eingewechselt. Nach einem Remis und zwei Niederlagen schieden die Portugiesinnen aus.

## Titel und Erfolge
- Portugiesischer Meister 2008, 2009, 2010, 2011
- Portugiesischer Pokalsieger 2008, 2010, 2011[14] 2020
- Spanischer Meister 2019